# 굿 모닝 (영화)
굿 모닝(Good Mourning)은 2022년 개봉된 미국의 코미디 영화로, 머신 건 켈리 (콜슨 베이커 역)와 모드 선 두 사람 모두의 감독 데뷔작으로 각본, 제작, 감독을 맡았다. Zach Villa, GaTa, Becky G, Dove Cameron, Megan Fox가 출연한다.
영화배우 런던 클래시는 연인에게서 청천벽력 같은 이별 암시 문자를 받으며 최악의 날을 시작한다는 이야기다. 업무상 가장 중요한 회의가 같은 날 예정되어 있었지만, 혼란스러운 룸메이트들과의 예측할 수 없는 엄청난 반전과 우여곡절로 인해 런던의 하루는 계속 내리막길을 걷게 되고, 결국 그는 자신의 진정한 사랑을 쫓을 것인지, 아니면 유명 영화의 주연을 맡아 인생을 바꿀 것인지 선택해야만 한다.
굿 모닝 은 2022년 5월 20일 Open Road Films를 통해 극장 개봉되었다. 이 영화는 비평가들로부터 전반적으로 부정적인 평가를 받았으며, Rotten Tomatoes에서는 0%를 기록했고, 개봉 당시 흥행에도 부정적인 영향을 미쳤다. 이 작품은 제43회 골든 라즈베리 어워드 에서 최악의 작품상을 포함해 5개 부문에 후보로 올랐고, 베이커 앤 모드 선은 최악의 감독상을 수상했다.

## 줄거리
영화배우 런던 클래시는 연인 애플에게서 청천벽력 같은 이별 암시 문자를 받고 잠을 깬다. 문자 보낼 필요는 없다고 하면서 좋은 애도라는 뜻의 굿 모닝(good mourning)이라는 문자를 받은 그는 이별 통보 메시지일까봐 답하기가 두렵다.
그의 새 비서 올리브가 찾아오고, 배트맨 영화에 출연해야 하는 것 때문에 스트레스를 받은다.
연인 애플과 연락이 됐지만 트리피 레드가 물풍선으로 전화기를 망가뜨려 통화가 끊긴다. 친척을 화장한 항아리가 부서지고, 세 사람은 재를 만들어 대신하자고 한다.
올리브 덕분에 새 전화기로 런던은 애플과 연락하지만 애플이 다른 남자와 집을 나서는 것을 보게 된다. 런던은 배트맨 영화감독과의 회의에 참석하는 대신 공항에서 애플을 만난다. 그는 기절하나 스토커인 사브리나가 그를 치료한다. 레오가 런던 대신 회의에 참석한다. 런던은 집에 돌아와 기다리고 있는 애플을 발견한다. 그 남자가 스타일리스트였을 뿐이라고 말하는 그녀는 화가 나 런던에게 잠시 헤어지자고 말한다. 런던이 좋은 애도라고 오해한 굿 모닝(good mourning)이라는 문자는 그냥 오타였고 문자 보낼 필요가 없다고 한 건 얼굴 보며 이야기하자는 의미였다고 말한다. 딜런과 레오, 조를 구출한 뒤 늦은 밤 식당으로 이동한다. 맥신은 런던에게 맞는 영상 덕에 배트맨 역을 맡게 된다. 애플과 첫 키스 장소에서 만나자고 연락했으나 운전 중 애플과 부딪혀 함께 병실에 있게 된다.
이 모든 이야기는 런던 클래시가 실제 출연하는 TV쇼의 에피소드였음을 알리며 마무리된다.